# Katarzyna Jarrige
Catherine Jarrige (we Francji nazywana Catinon-Menette) (ur. 4 października 1754 w Doumis we Francji, zm. 4 lipca 1836 w Mauriac) – błogosławiona Kościoła katolickiego, tercjarka dominikańska.

## Życiorys
Jej ojciec był rolnikiem. Była najmłodsza z siedmiorga rodzeństwa. Miała biedne, ale szczęśliwe dzieciństwo. W wieku 9 lat zaczęła pracować jako służąca. Kiedy dorosła, nauczyła się robić koronki i przeprowadziła do Mauriac.
W wieku 22 lat została tercjarką dominikańską. Opiekowała się biednymi, chorymi i sierotami. Część dnia spędzała prosząc o jałmużnę, a uzyskane w ten sposób pieniądze oddawała biednym. W czasie rewolucji francuskiej (od 1791) pomagała duchownym katolickim, którzy odmówili przyjęcia tzw. "konstytucji cywilnej kleru" (fr. Constitution civile du clergé), w związku z czym zostali usunięci ze swoich stanowisk, a następnie byli prześladowani. Wyszukiwała miejsce schronienia dla księży, przynosiła im żywność i ubrania, organizowała transport, a nawet zaopatrywała w fałszywe papiery. Potrafiła wystarać się o stroje liturgiczne, hostie i wino, tak że mogli oni odprawiać Mszę.
Próbowano przyłapać ją na tej działalności i następnie osądzić. W związku z tym wielokrotnie była przesłuchiwana. Jednak osadzenie jej w więzieniu wywołało takie zamieszki, że policja zmuszona była ją wypuścić. Po zakończeniu prześladowań pomagała w odbudowie lokalnego kościoła. Kontynuowała swoją pracę wśród biednych i pomagała na nowo rozpocząć pracę miejscowego szpitala.

## Dzień wspomnienia
- 4 lipca

## Proces beatyfikacyjny
- Beatyfikowana 24 listopada 1996 przez Jana Pawła II.